# NGC 2557
NGC 2557 (другие обозначения — UGC 4330, MCG 4-20-21, ZWG 119.48, PGC 23329) — линзообразная галактика (SB0) в созвездии Рака. Открыта Эдуардом Стефаном в 1877 году.
Этот объект входит в число перечисленных в оригинальной редакции «Нового общего каталога».
Галактика NGC 2557 входит в состав группы галактик NGC 2563, удалённой на 68 мегапарсек. Помимо NGC 2557 в группу также входят ещё 13 галактик. Она удалена от центральной галактики скопления — NGC 2563 — не менее чем на 567 килопарсек, в ней наблюдается рентгеновское излучение, имеющее характер теплового, а галактика имеет ядро типа LINER.